# Кластр
Кластр (фр. Clastres) насеље је и општина у североисточној Француској у региону Пикардија, у департману Ен (Пикардија) која припада префектури Сен Кентен.
По подацима из 2011. године у општини је живело 615 становника, а густина насељености је износила 74,64 становника/km². Општина се простире на површини од 8,24 km². Налази се на средњој надморској висини од 79 метара (максималној 95 m, а минималној 63 m).

## Демографија
| 1962. | 1968. | 1975. | 1982. | 1990. | 1999. | 2011. |
| ----- | ----- | ----- | ----- | ----- | ----- | ----- |
| 482   | 529   | 447   | 534   | 559   | 509   | 615   |

График промене броја становника у току последњих година